# سامسون برک
سامسون برک (انگلیسی: Samson Burke؛ زادهٔ ۸ آوریل ۱۹۲۹) یک هنرپیشه اهل کانادا است.
از فیلم‌های او می‌توان به سرتاسر طنز اشاره کرد.